# Dieci bianchi uccisi da un piccolo indiano
Dieci bianchi uccisi da un piccolo indiano è un film del 1974, diretto da Gianfranco Baldanello.

## Trama
La guerra tra i bianchi e gli indiani, per impadronirsi delle terre e della legna dei boschi, si conclude con il massacro di una tribù di pellirosse, sorpresi da 10 bianchi vengono trucidati tutti tranne uno. Un bambino di nome Condor che divenuto grande cercherà i 10 uomini per consumare la sua vendetta. I 10 uomini ormai ognuno con le loro vite serene si troveranno a pagare un debito di morte col passato che spazzerà via la loro serenità e la loro esistenza.